# Pénitentiel

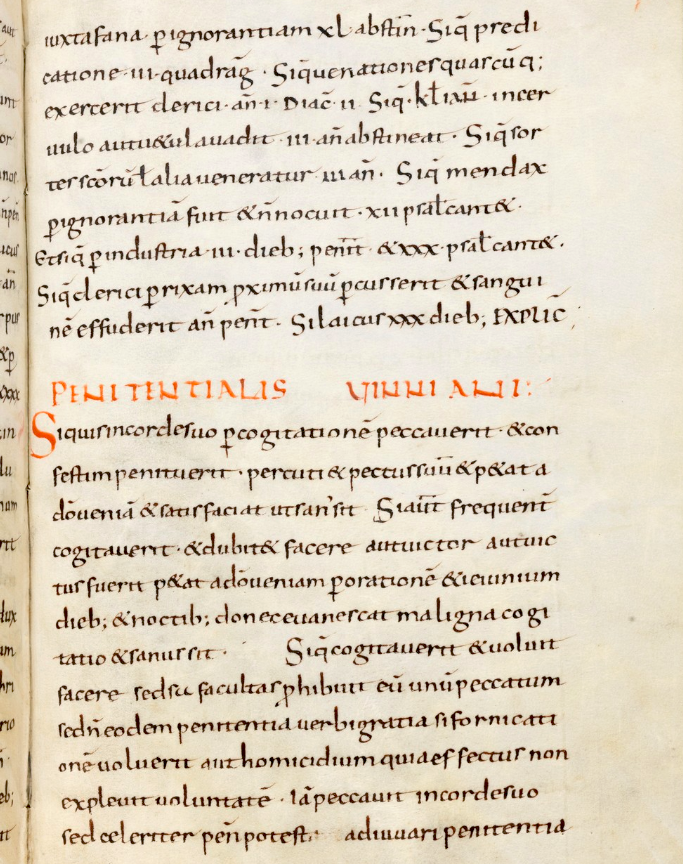
La première page du Pénitentiel de Finnian (VIe siècle) dans le Codex Sangallensis 150.

Un pénitentiel est un livre rédigé à l’intention du clergé, pour guider les clercs dans l’administration du sacrement de pénitence. 
Entre le VIIe et le XIIe siècle les pénitentiels forment une longue tradition de textes, qui sont copiés, modifiés mais qui restent très répétitifs. L’un des plus connus est le pénitentiel de Burchard de Worms (1000-1025).
Il existe cependant deux types de pénitentiels avec des destinataires différents, les pénitentiels dit monastiques qui se rattachent à la règle monastique et à l’encadrement des mœurs des clercs et les pénitentiels destinés aux laïcs.
Les pénitentiels utilisés dans le cadre de la pénitence tarifée sont de taille variables. Ils consistent en une liste ou un interrogatoire, où chaque péché est décrit (plus ou moins en détail) et est suivi de la pénitence à effectuer pour être pardonné. Les péchés dans les pénitentiels sont divers : vol, abus physique, homicide, parjure, idolâtrie et pratiques païennes, sexualité déviante, moralité conjugale, manquements aux principes et aux devoirs chrétiens, ébriété, etc.
Ces pénitentiels ont une importance forte dans la mise en place d'une norme dans les pratiques quotidiennes des chrétiens.

## Histoire

### Une littérature celtique
Les premiers pénitentiels sont d'origines celtiques et datent du VIe siècle. Les premiers document reconnus comme pénitentiels sont, premièrement le pénitentiel de Vinnian ou Finnian, rédigé autour de 550/556, et deuxièmement, le pénitentiel de Saint Colomban, lui rédigé vers la fin du siècle. Ces pénitentiels sont courts, et les tarifs pénitentiels sont portés sur les péchés charnels.

### Importance des compilations
Les compilations, à la fois de pénitentiels, mais aussi de règles canoniques insulaires, vont permettre l'essor du genre des pénitentiels entre le VIIe et le VIIIe siècle. On retrouve tout d'abord, en 690, la compilation de Cumméan, qui est en fait une somme de tarifs celtiques, puis quelques recueils fait sous le patronage de Théodore de Cantorbéry. Ces compilations vont être importantes dans la diffusion vers l'espace continental européen.

### Période de grande diffusion en Europe
À partir du VIIIe siècle les pénitentiels se répandent en grand nombre en Europe. Cependant, ils sont peu originaux, car ils reprennent des éléments des pénitentiels insulaires, auxquels sont ajoutés des éléments de diverses origines. Leur diffusion commence par le nord du royaume Franc, puis en Bourgogne, et vers le nord de l'Italie avec notamment le voyage de Saint Colomban).

## Contenu

### Lecorpsd'un pénitentiel

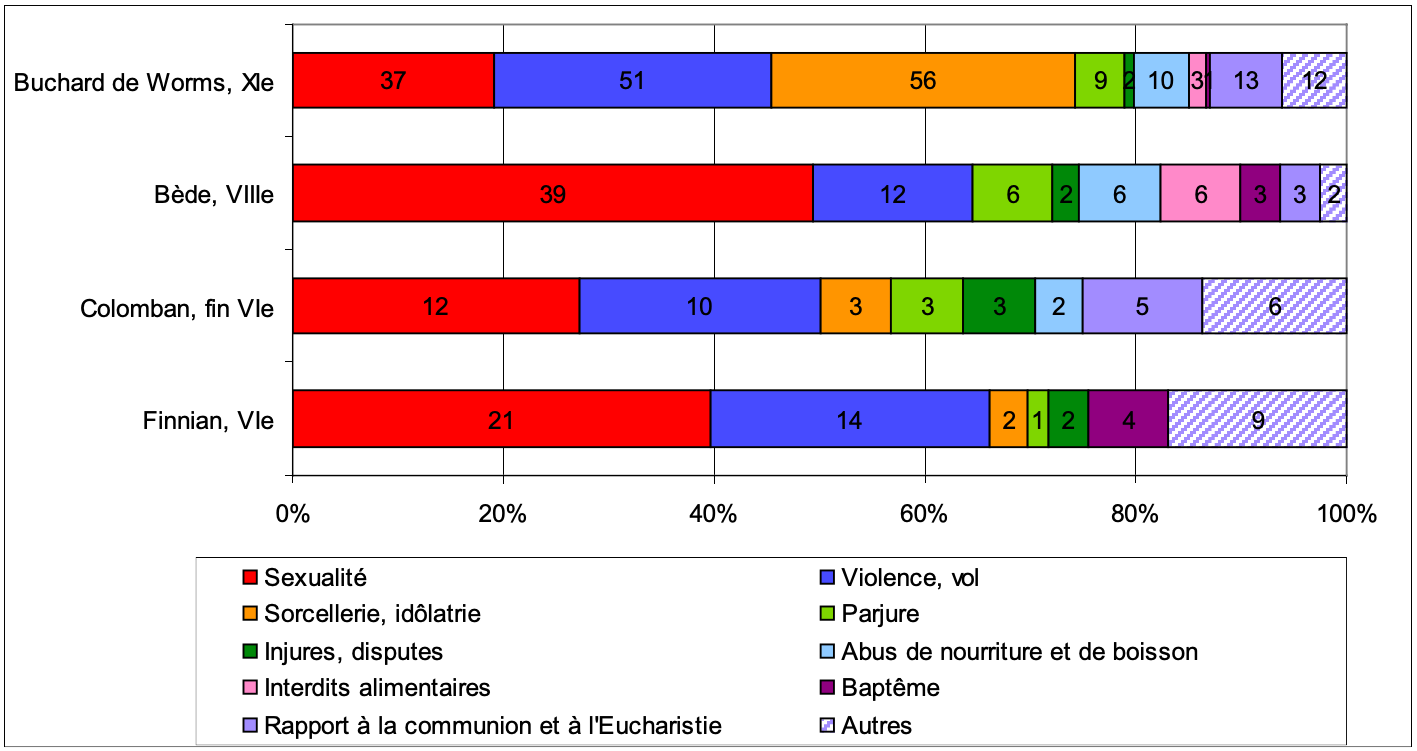
La composition thématique des pénitentiels médiévaux les plus influents, d'après E. Perez in L'enfant au miroir des sépultures médiévales, 2013, p.176.

Les pénitentiels sont présentés de manière très simple, et sont de tailles variées, sous forme de catalogue généralement. On y retrouve une subdivision en sections thématiques qui traitent de différents groupes de péchés : boisson, luxure, vol, crime... Les pénitentiels essaient de traiter un maximum de cas de figures, et chaque cas, aussi précis soit-il, est ainsi soumis à un tarif pénitentiel. On a généralement une forme stéréotypée dans le style de rédaction, avec : la mention de l'acte répréhensible suivi du tarif dont doit s'acquitter le coupable de cet acte.

### Insistances sur les pratiques sexuelles
| Interdits sexuels          | Finnian (VIe)              | Bède (VIIIe)                                      | Buchard de Worms, XIe                                                                             |
| -------------------------- | -------------------------- | ------------------------------------------------- | ------------------------------------------------------------------------------------------------- |
| Continence dans le mariage | 120 jours/an               | 40 jours avant Pâques et Noël                     | 20 jours avant Noël, 40 jours avant Pâques (Carême), fêtes publiques et anniversaires des apôtres |
| Jours interdits            | Nuit du samedi             | Mercredi, vendredi, dimanche                      | Dimanche                                                                                          |
| Périodes interdites        | Grossesse                  | Grossesse, 30-40 jours après la naissance, règles | Grossesse et après l'accouchement, règles                                                         |
| Total des jours interdits  | ~172 jours soit ~6 mois/an | ~250 jours soit ~8 mois/an                        | ~180 jours soit ~6 mois/an                                                                        |
| Références                 | 46                         | II, 37                                            | 53-58                                                                                             |

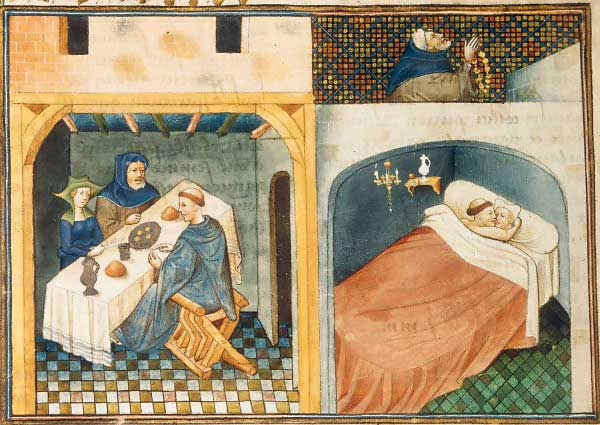
La sexualité médiévale, en particulier celle des clercs, était particulièrement régulée car considérée comme le reflet de la continence et de la maîtrise de soi des hommes ; les pénitentiels et leur rôle punitif sont encore un sujet de débat quant à leur effectivité réelle (ici, une célèbre illustration du Décaméron, XVe siècle).

Parmi les divers crimes présent dans les pénitentiels, le respect des mœurs, notamment sexuelles, pour clercs et laïcs est un élément central, on peut le voir chez Colomban, vers 600, qui dans sa règle destinée aux moines, énonce les terribles peines qu’il faut leur infliger, surtout en matière de chasteté. Mais aussi vers 730, avec Bède le Vénérable qui consacre pas moins de quarante paragraphes de son pénitentiel à la fornication.

« 42. Si tu as commis l’adultère avec l’épouse d’un autre, étant marié, parce que tu as ce qu’il te faut pour remplir tes plaisirs amoureux, tu devras faire pénitence deux carêmes pour les quatorze années suivantes : un carême parce qu’en plus de ton épouse tu en as pris une autre, voici un adultère; mais tu as pris l’épouse d’un autre, voici un deuxième adultère; et tu ne seras jamais plus sans pénitence.
[...]
46. As-tu forniqué avec une moniale, c’est-à-dire avec une épouse du Christ ? Si oui, tu feras pénitence quarante jours, ce qu’on appelle carême, au pain et à l’eau, pour les sept années suivantes; et tant que tu vivras, tu observeras tous les vendredis au pain et à l’eau.
47. Si tu as corrompu une vierge et l’as prise pour épouse par après, parce que tu as enfreint la seule véritable noce, qui est la plus importante, tu feras pénitence un an aux jours établis. Cependant, si tu ne l’as pas prise pour épouse après l’avoir corrompue, tu feras pénitence deux ans aux jours établis.
[...]
52. As-tu couché avec ton épouse ou avec une autre femme par en arrière, à la manière d’un chien ? Si oui, tu feras pénitence dix jours au pain et à l’eau.
53. T’es-tu uni avec ton épouse durant le temps de ses menstrues ? Si oui, tu feras pénitence dix jours au pain et à l’eau. Si ta femme est entrée dans une église avant d’avoir eu le sang purifié après un accouchement, elle fera pénitence autant de jours qu’elle aurait dû se tenir éloignée de l’église. Cependant si tu as couché avec elle durant ces jours, tu feras pénitence vingt jours au pain et à l’eau.
54. As-tu couché avec ton épouse après que l’enfant ait commencé à bouger dans l’utérus, ou moins de quarante jours avant l’accouchement ? Si oui, tu feras pénitence vingt jours au pain et à l’eau.
55. As-tu couché avec ton épouse après qu’une conception soit manifeste ? Si oui, tu feras pénitence dix jours au pain et à l’eau.
56. As-tu couché avec ton épouse durant le jour du Seigneur ? Si oui, tu feras pénitence quatre jours au pain et à l’eau.
[...]
122. As-tu forniqué, comme certains ont l’habitude de faire, en prenant dans ta main la verge d’un autre, et l’autre la tienne dans sa main, et ainsi en alternant vous avez remué vos mains, de sorte que par ce plaisir tu as projeté ta semence? Si oui, tu feras pénitence trente jours au pain et à l’eau.
123. As-tu forniqué seul avec toi-même, comme certains ont l’habitude de faire, en prenant dans ta main ton membre viril, et tirant ton prépuce et remuant ta propre main, de sorte que par ce plaisir tu as projeté ta semence? Si oui, tu feras pénitence dix jours au pain et à l’eau.
[...]
126. As-tu forniqué contre nature, c’est-à-dire que tu t’es accouplé avec des hommes ou avec des animaux, c’est-à-dire avec une jument, une vache, une ânesse ou n’importe quel autre animal? Si tu as fait cela une ou deux fois et si tu n’as pas de femme avec qui tu pouvais satisfaire ton plaisir, tu feras pénitence quarante jours au pain et à l’eau, ce qu’on appelle un carême, pour les sept années suivantes, et tu ne seras jamais plus sans pénitence. »

— Buchard de Worms, Pénitentiel ou Corrector sive Medicus, c.1020

### Les tarifs pénitentiels
La pénitence, taxe ou tarif d’expiation, consiste généralement en un jeûne d’une durée proportionnelle à la gravité de la faute. La pénitence la plus fréquente est le jeûne au pain et à l’eau, mais peut-être compléter par des privations sur la viande, ou encore l'alcool. Certains pénitentiels ajoutent à la pénitence le fait de devoir faire un exercice physique, comme la génuflexion. Cependant on trouve également mentions de paiement, le pêcheur devant payer en monnaie pour expier ses pêchés.

« 12. Mais si l'un des ordres cléricaux tombe au fond de la ruine et engendre un fils et le tue, grand est le crime de fornication avec homicide qui le suit, mais il peut être expié par la pénitence et la miséricorde. Il fera pénitence pendant trois ans au pain et à l'eau, avec pleurs et larmes, et par la prière jour et nuit, et implorera la miséricorde du Seigneur pour savoir s'il peut disposer de la rémission des péchés ; et il s'abstiendra pendant trois ans du vin et des viandes, privé des services du clergé ; et pendant une période de quarante jours au cours des trois dernières années, il jeûnera avec du pain et de l'eau ; et [il sera] exilé dans son propre pays, jusqu'à une période de sept ans révolus. Ainsi, par le jugement d'un évêque ou d'un prêtre, il sera rétabli dans ses fonctions. »

— Finien de Clonard, Pénitentiel (VIe s.)

## Limites du principe

### Des tarifs pénitentiels confus
Les pénitences contenus dans les pénitentiels peuvent varier pour un même pêché, il peut s'agir d'un durcissement de la pénitence dans la durée ou dans l'acte pénitentiel en lui-même (il est bon de souligner cette différence, notamment pour les pénitentiels hispaniques qui ont des pénitences plus dures que les pénitentiels francs). On note l'ajout de règles canoniques différentes en fonction de l'ère géographique, les coutumes n'étant pas les mêmes. Aussi au IXe siècle, du fait de leur grand nombre, les pénitentiels sont sources de désordre car il n'y a pas d'uniformité des tarifs pénitentiels, ce qui est très critiqué par les évêques, notamment lors du concile de Paris, en 829 : « De nombreux prêtres, par négligence ou par ignorance, n’imposent plus la pénitence suivant les prescriptions canoniques ; ils se servent de livrets dits pénitentiels […] Il nous a semblé utile que chaque évêque fasse rechercher dans son diocèse ces livrets pleins d’erreurs et qu’il les fasse brûler ».

### Impact de la réforme carolingienne

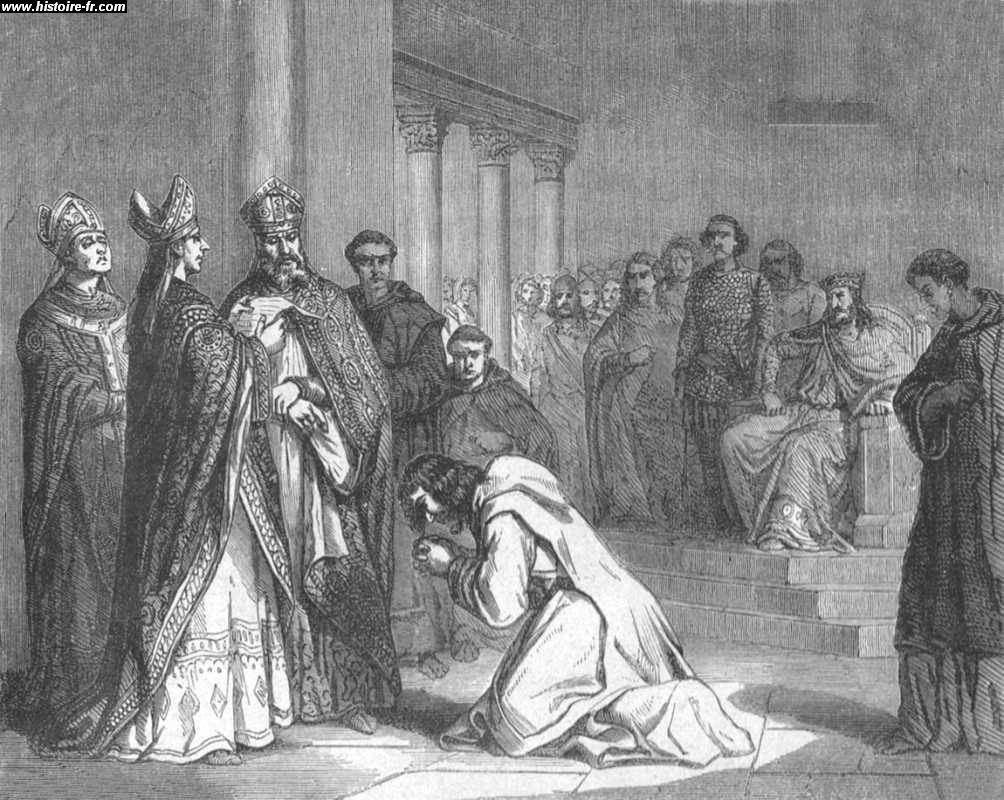
L'empereur Louis le pieux à la pénitence publique d'Attigny, en 822, célébrée en grande pompe dans la plus pure tradition carolingienne.

La réforme carolingienne tente de stopper l'expansion du genre des pénitentiels. Cette réforme veut entre autres choses un retour à la pénitence canonique antique, c'est-à-dire à une pénitence qui n'est donnée qu'une fois dans la vie du croyant (généralement juste avant la mort) par un clerc. Or ici, les pénitentiels sont favorables à une pénitence privée qui peut être réitérée. Cependant la réforme carolingienne ne va que peu affecter la diffusion de ceux-ci car l'on retrouve après le IXe siècle de nouveaux pénitentiels, avec les mêmes caractéristiques que ceux d'avant la réforme.
De plus vers 1020, Burchard de Worms consacre cinquante-cinq chapitres très documentés, aux détails sordides et aux déviations qui peuvent accompagner les actes sexuels. Le pénitentiel devient un véritable roman pornographique recherché par le clergé. Cela est si vrai, que Théodulfe, évêque d’Orléans de 787 à 821 écrit : « Bien des crimes sont énumérés dans les pénitentiels, crimes qu’il ne convient pas de faire connaître aux hommes. Aussi le prêtre ne doit pas l’interroger sur tout, de peur que le pénitent en s’éloignant ne tombe, sur l’instigation du diable, dans un vice dont il ignorait auparavant l’existence ».

## Principaux pénitentiels recensés
Certains pénitentiels, les plus courts et les moins répandus, sont couramment regroupés sous l'appellation de Libri paenitentiales simplices.
| Titre bilingue | Auteur                               | Date estimée                                            | Manuscrit(s) (Liste non exhaustive) |
| --- | ------------------------------------ | ------------------------------------------------------- | --- |
| Pénitentiel de Finnian (lat. Penitentialis Uinniani ou Poenitentiale Vinniani) | Finien de Clonard (~470-549/552)     | ~530                                                    | Ms. sang. 150 (Stiftsbibliothek, Saint-Gall, IXe-Xe s.) Ms. lat. 12021 (BNF, Paris VIIIe s.) Ms. lat. 3182 (idem, Xe s.) Cod. lat. 2233 (ÖNB, Vienne, VIIIe-IXe s.)                                  |
| Pénitentiel de saint Colomban (lat. Paenitentiale Columbani ; De poenitentiarum misura taxanda ; Regula coenobialis) | Colomban de Luxeuil (540-615)        | ~572                                                    | Ms. G. VII. 16. (BNU, Turin, Xe-XIe s.) Ms. G V. 38 (idem, Xe s.) |
| Pénitentiel de Cumméan (lat. Excarpsus Cummeani)Jean Cassien (~360-435) inspira lourdement, par son travail sur le proto-monachisme, le moine irlandais Cumméan.                                                                                     | Cumméan Fada (le long)               | avant 680                                               | Codex Vat. Pal. Lat. 48 (BAV, Vatican, IXe s.) Codex Vat. 1349 (idem, Xe s.) Ms. cod. 175 (BM Ceccano, Avignon, IXe s.) Une trentaine de manuscrits évoquant ce pénitentiel subsistent de nos jours. |
| Pénitentiel de Théodore (lat. Paenitentiale Theodori, Iudicia Theodori ou Canones Theodori)La cathédrale de Canterbury, où Théodore de Tarse occupa la cathèdre archiépiscopale de 668 à 690.                                                        | Théodore de Tarse (602-690)          | avant 690                                               | Cod. lat. 2195 (ÖNB, Vienne, VIIIe s.) Cod. Lat. 2223 (idem, IXe s.) Codex Vat. Pal. lat. 554 (BVA, Vatican, IXe s.)                                                                                 |
| Pénitentiel de Bède (lat. Paenitentiale Bedae, Pseudo-Bedae ou Liber de remediis peccatorum) | Bède le Vénérable (672-735)          | ~720                                                    | Codex lat. 2223 (ÖNB, Vienne, Xe s.) Ms. H 387 (BU Médecine, Montpellier, IXe-XIIIe s.) Ms. 132 (Bibliothèque humaniste, Sélestat, IXe s.)                                                           |
| Pénitentiel de Bobbio (lat. Poenitentiale Bobbiense) |                                      | Entre 720 et 725                                        | |
| Pénitentiel de Paris (lat. Poenitentiale Parisiense)Le clocher de l'abbaye de Saint Germain des Prés (ancienne saint Vincent), une des plus importantes abbayes parisiennes.                                                                         | ~750                                 | Ms. lat. 7193 (BNF, Paris) Ms. lat. 1207 (idem, IXe s.) | |
| Pénitentiel de Fleury | Entre 774 et 800                     |                                                         | |
| Pénitentiel de Clément | ~800                                 |                                                         | |
| Pénitentiel romain ou Pénitentiel d'Halitgaire (lat. Poenitentiale Halitgarii, De Paenitentia ou De vitiis et virtutibus et ordine pœnitentialium)La cathédrale de Cambrai où Halitgaire, évangélisateur des Danes, occupa la cathèdre de 817 à 831. | Halitgaire de Cambrai (†830)         | Entre 817 et 831                                        | Cod. Sang. 570 (Stiftsbibliothek, Saint-Gall, IXe s.) Cod. Sang. 679 (idem, Xe s.) Msc. Can. 2. (Staatsbibliothek de Bamberg, IXe-Xe s.) Ms. 216 (BMVR, Orléans, VIIIe s.)                           |
| Le pénitentiel de Saint-Gall |                                      | ~850                                                    | |
| Le pénitentiel de Saint Hubert |                                      | ~850                                                    | |
| Le pénitentiel du Mont Cassin (lat. Paenitentiale Casinense) | Benoît d'Aniane ? Benoît de Nursie ? | ~900                                                    | Ms. 372 (Archivio dell’Abbazia, Abbaye du Mont-Cassin, Xe s.) |
| De synodalibus de Réginon (lat. Libri duo de synodalibus causis et disciplinis ecclesiasticis ou De ecclesiasticis disciplinis et religione christiana)L'abbaye Saint Martin de Trèves, où Réginon résida à partir de 899.                           | Réginon de Prüm (842-915)            | 906                                                     | Ms. lat. 17527 (BNF) Cod. Guelf. 32 Helmst (Herzog A. Bibliothek, Wolfenbüttel, Xe-XIe s.) Cod. Guelf. 83.21 Aug. 2° (idem, Xe s.)                                                                   |
| Le pénitentiel d'Arundel (lat. Poenitentiale Arundel) |                                      | An mil                                                  | Collection Arundel, de la British Library |
| Le pénitentiel de Buchard (lat. Corrector sive Medicus ou Corrector Buchardi) | Burchard de Worms (~965-1025)        | ~1020                                                   | Auréolée d'un large succès, le Corrector est conservé dans le corpus plus large de Buchard, le Decretum, en environ 77 exemplaires.                                                                  |